# ヘキサフルオロロジウム酸キセノン
ヘキサフルオロロジウム酸キセノン（英語: Xenon hexafluororhodate, XeRhF6）は、ニール・バートレットによって1963年に初めて化学合成された深紅色の貴ガス化合物である。ヘキサフルオロ白金酸キセノンの類似化合物である。

## 合成法
キセノンと六フッ化ロジウムから合成される。
Xe + RhF6 → XeRhF6